# XXXXIV Korpus Armijny (III Rzesza)
XXXXIV Korpus Armijny – korpus piechoty Wehrmachtu, uczestniczył w inwazji na Francję i ataku na Związek Radziecki.
Korpus został sformułowany 15 kwietnia 1940 roku, jako XXXXIV KA. Uczestniczył w inwazji na Francję oraz w ataku na ZSRR, gdzie walczył przeciw Armii Czerwonej w latach 1941-1944. XXXXIV KA w walkach na terytorium ZSRR dowodzony m.in. przez gen. Friza Kocha, składał się z 9 Dywizji Piechoty i 297 Dywizji Piechoty i wchodził w skład  6 Armii. Rozbity został przez Armię Czerwoną w sierpniu 1944 roku w Rumunii. Dowództwo XXXXIV KA zostało zniszczone w rejonie Kiszyniowa.

## Dowódcy
- gen. Fritz Koch od 10. Dezember 1941
- gen. por. Otto Stapf 1.01.1942 - 26.01.1942
- gen. Maximilian de Angelis 26.01.1942 - 30.11.1943
- gen. Friedrich Köchling 30.11.1943 - 15.01.1944
- gen. Maximilian de Angelis 15.01.1944 - 1.05.1944
- gen. por. Ludwig Müller 1.05.1944 - 21.08.1944 (do zniszczenia korpusu)[5]

## Struktura organizacyjna
Skład korpusu w 1944 roku:
- 62 Dywizja Piechoty
- 258 Dywizja Piechoty
- 282 Dywizja Piechoty
- 335 Dywizja Piechoty